# 出雲井晶
出雲井 晶（いずもい あき、1926年9月11日 - 2010年5月16日）は、日本の作家、日本画家。『「日本の神話」伝承館』館長、『「日本神話の心」伝承の会』会長。日本会議代表委員であった。本名は光定芳子。

## 経歴
北海道岩見沢町（現：岩見沢市）生まれ。旧制和歌山高等女学校卒業。「出雲井晶」というペンネームは、一時期住んでいた島根県の出雲大社に由来している。
日本画家としては日仏現代美術展、パリ・ル・サロン展等に入選、内閣総理大臣賞2回、文部大臣賞2回、パリ芸術大賞を受賞している。
作家としてのデビュー作品は、自らの高齢者介護体験をもとにした小説「花かげの詩」。初期は福祉関連での著作や画文集などが主であった。
平成に入り、古事記をベースにしつつもキリスト教右派の影響を受けた独自の超絶解釈により、一神教の論理に基づき日本神話を再構築。その解釈結果を生かし、古事記にも日本書紀にも典拠がない創作した独自の物語を日本神話として著述する活動を開始した。没するまでに児童向け・小冊子も入れると数十冊の著書を出し、全国各地で講演・講話活動を行った。
教育に関しては、天地創造（イザナギ・イザナミが登場する日本式の）を肯定し、科学ではなく日本神話のロマンを子供に対して教育すべきであり、実証的な研究成果を教える必要はないと主張した。また、自ら創作した物語を神話として次世代へ伝承する活動を活発に展開するため、自宅兼アトリエを「日本の神話伝承館」に改築し、1997年に開館した（文物は現在、千駄ヶ谷にある「国民精神研修財団」2階に移転展示されている）。その創作活動により神道文化奨励賞を受賞し、1996年に文化庁長官表彰を、1999年に文部大臣表彰を受けた。また、勲四等瑞宝章を受章した。近代日本の天皇・皇后の伝記も、いくつか著述している。2010年4月29日に、東京・千代田区大手町のサンケイプラザで行われた『「日本神話の心」伝承の会』でも、講演を長時間立ち通しで行った。
半月後の2010年5月16日に、急性心不全により死去。葬儀には森喜朗はじめ著名人が参列した。7月11日に、国民精神研修財団にて「偲ぶ会」が行われた。

## 著作
- 『花かげの詩』中央公論社、1981年／中公文庫 1998年
- 『虹の家』日本教文社、1983年
- 『春の皇后 小説・明治天皇と昭憲さま』 サンケイ出版、1984年／中公文庫、1999年
- 『華やぎの糸』中央公論社、1986年／中公文庫、2006年
- 『地図にない村』 日本教文社、1988年
- 『同居離婚』 中央公論社、1992年
- 『まほろば 出雲井晶の絵と短歌』 光琳社出版、1989年、新版1997年
- 『マドンナババタリアン改造読本』 泰流社、1991年
- 『天の声 小説・貞明皇后と光田健輔』 展転社、1992年
- 『わかりやすい日本の神話』 展転社、1993年／光琳社出版（新版）、1996年／中公文庫、2005年
- 『平成を生きる素敵な女性達へ 出雲井晶画文集』 光琳社出版、1993年
- 『小さき生命のために』 中央公論社、1994年
- 『親子で読める日本の神話』 日本教文社、1995年
- 『昭和天皇』 日本教文社、1996年。編・解説
- 『生かされている私』 泰流社、1997年
- 『今なぜ日本の神話なのか』 原書房、1997年
- 『教科書が教えない日本の神話』 産経新聞ニュースサービス、1998年
- 『教科書が教えない神武天皇』 産経新聞ニュースサービス、1999年
- 『「日本の神話」に生かされて』 日本教文社、1999年
- 『誰も教えてくれなかった日本神話』 講談社、2000年、新装版2005年
- 『絵で読む日本の神話』 明成社、2000年
- 『エピソードでつづる昭憲皇太后』 錦正社、2001年
- 『昭和天皇』 産経新聞ニュースサービス、2001年。英訳版2007年。ご生誕100年記念
  - 『戦をとどめえざりしくちをしさ　無私の聖　昭和天皇』 K&Kプレス（文庫）、2008年
- 『おばあちゃんの子育て知恵袋』 産経新聞ニュースサービス、2002年
- 『にっぽん讃歌』 神社新報社〈神社新報ブックス〉、2003年
- 『昭和天皇の歴史教科書 白鳥庫吉「国史」』 講談社、2004年。訳・解説
- 『日本人なら知っておきたい「日本神話」』 産経新聞出版、2009年
- 『日本神話の心』 高木書房、2010年